# Спиральность частицы
Спиральность — квантовое число, характеристика состояния элементарной частицы. Представляет собой проекцию спина частицы на направление движения. Используется при описании элементарных частиц, движущихся со скоростью света или близкой к ней. Является сохраняющейся лоренц-инвариантной величиной для безмассовых частиц.
Различают:
1. Отрицательную или «левую» — спин направлен против направления движения частицы;
2. Положительную или «правую» — спин направлен по движению частицы.

Спиральность частицы {\displaystyle h} определяется нормированным скалярным произведением векторов спина частицы на её импульс (знак скалярного произведения спина и импульса частицы):
{\displaystyle h={\frac {{\vec {s}}\cdot {\vec {p}}}{|{\vec {s}}||{\vec {p}}|}}.}
Поперечная компонента спина эванесцентных волн не зависит от поляризации и спиральности.
Если неприводимое безмассовое поле задаётся представлением группы Лоренца
{\displaystyle (j_{1},j_{2})}, то его кванты — безмассовые частицы спиральности
{\displaystyle \lambda =j_{1}-j_{2}} (теорема Вайнберга о спиральности).
Предсказывается: левоспиральные слептоны распадаются в основном на чарджино и нейтралино.